# Athemus kuatunensis
Athemus kuatunensis es una especie de coleóptero de la familia Cantharidae.

## Distribución geográfica
Habita en Fujian (China).